# عسامه بن عمرو
عسامه بن عمرو (عربی: عسامة بن عمرو المعافري؛ درگذشت ۷۹۲) فرمانروای مصر در دوران خلافت عباسی بود.